# 051C형 구축함

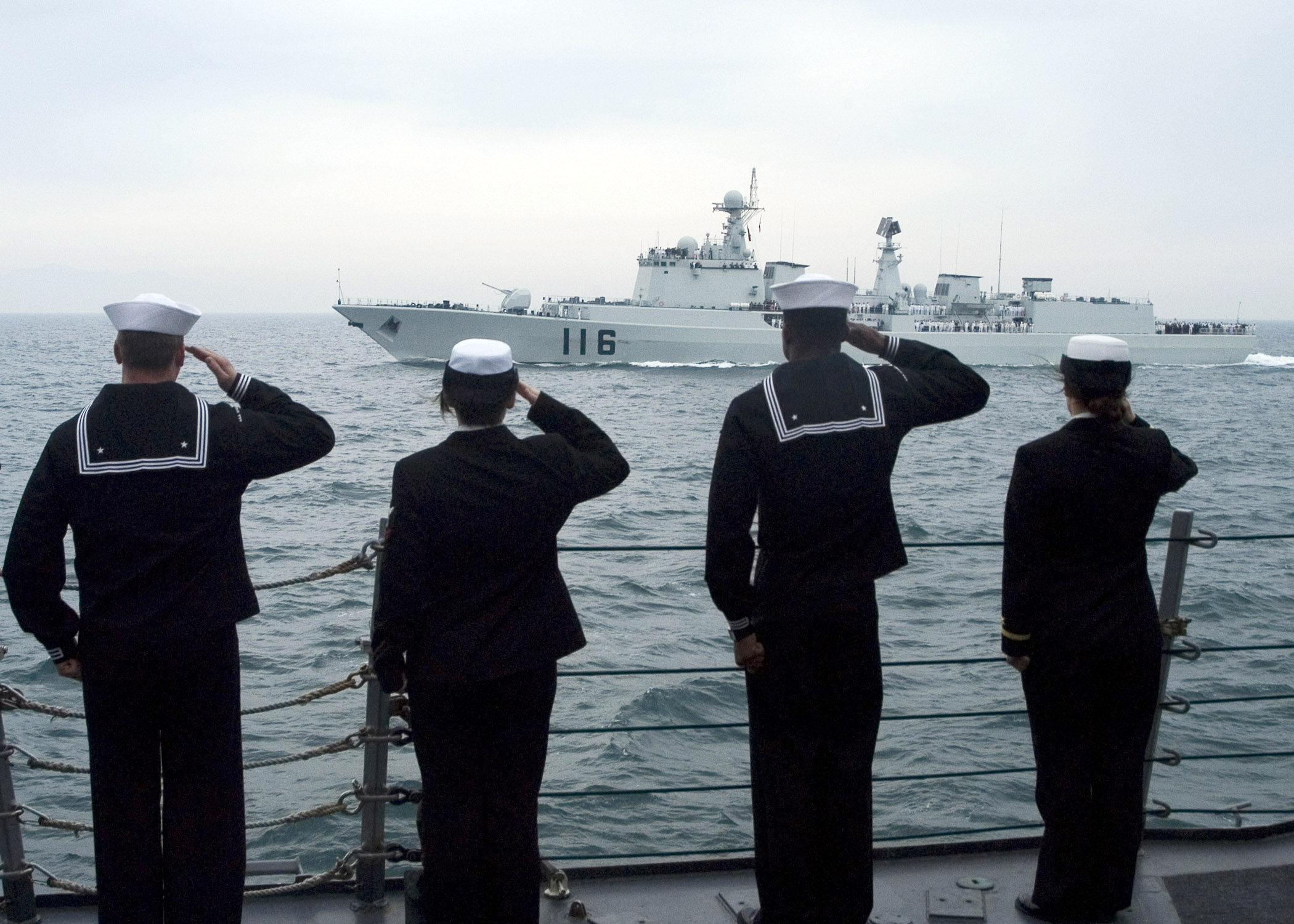
중국판 이지스함인 루저우급 구축함

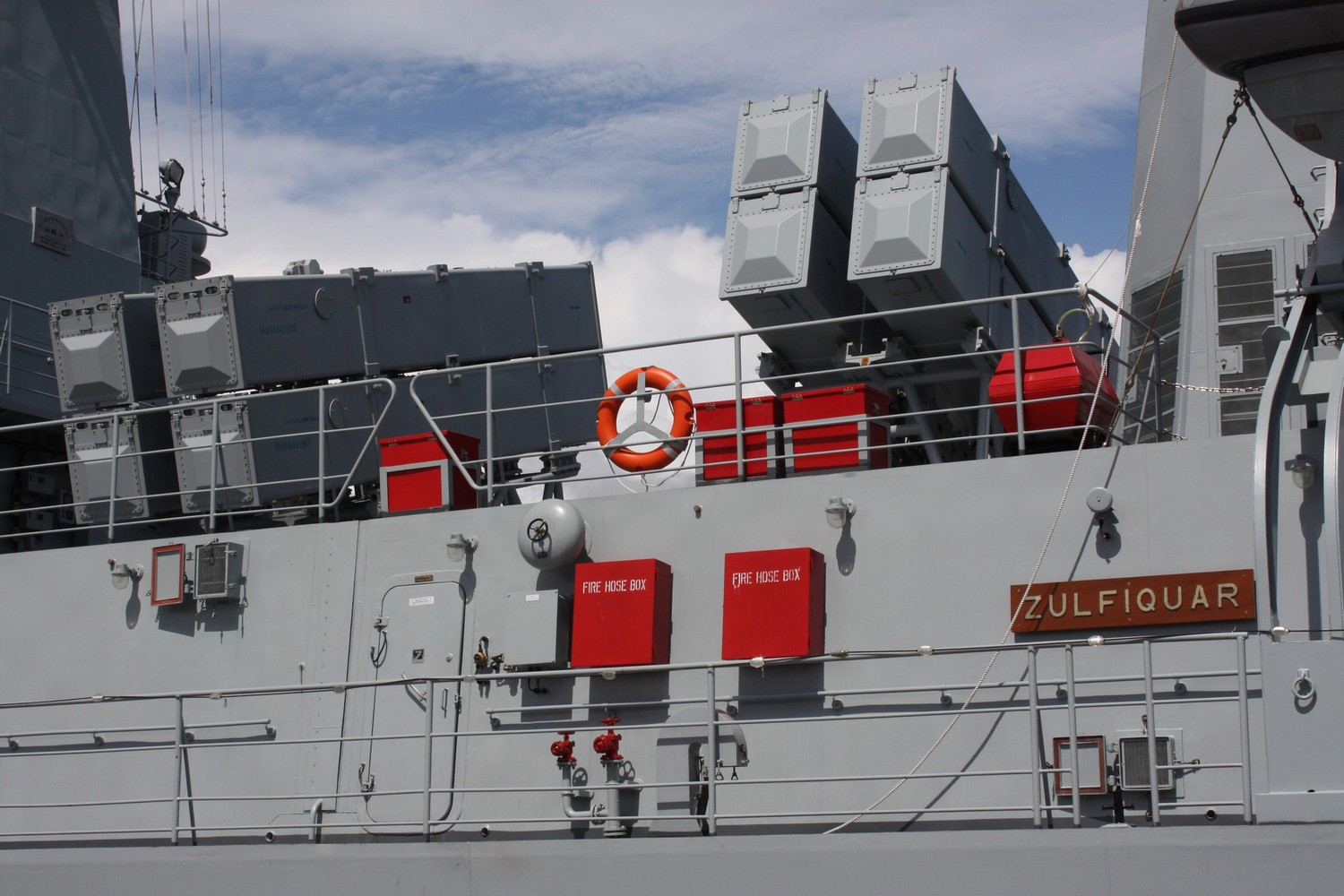
파키스탄 프리깃함에 장착된 C-802 대함미사일. 루저우급도 이 미사일을 사용한다

051C형 구축함은 나토 코드로 루저우급 구축함으로 알려진 중국의 최신 구축함이다. 사거리 150km인 러시아의 S-300 대공미사일을 탑재한 구축함으로, 서방의 이지스함과 비슷한 대공방어능력을 가진 구축함이다.
미국 이지스함은 대함, 대공, 대지 공격의 미사일을 모두 탑재한데 비해, 루저우급은 대지 공격 미사일은 탑재되지 않았다고 알려져 있다. 대공 미사일은 S-300, 대함 미사일은 C-802를 사용한다. 그런데, 중국은 C-802 대함미사일을 개량하여 C-805 미사일을 개발했는데, 이는 대지 공격용 사거리 500 km 미사일로 알려져 있다. 러시아의 Kh-31 미사일을 바탕으로 개발되었으며, 사거리는 C-802 120 km, C-802A 180 km, C-803 350 km, C-805 500 km이다.

## 같이 보기
- 타이콘데로가급 순양함 - 미국의 이지스함. 타이콘데로가는 세계 최초의 이지스함이다.
- 알레이버크급 구축함 - 미국의 2번째 이지스함이다.
- 공고급 구축함 - 일본의 이지스함. 공고는 일본 최초의 이지스함이다.
- 세종대왕급 구축함 - 대한민국의 이지스함. 세종대왕함은 대한민국 최초의 이지스함이다.
- DDG-992 율곡이이 - 대한민국의 이지스함. 율곡이이함은 세종대왕함의 첫 번째 자매함이다.
- DDG-993 유성룡 - 대한민국의 이지스함. 유성룡함은 세종대왕함의 두 번째 자매함이다.
- 아타고급 구축함 - 일본의 2번째로 설계된 이지스함이다.